# 河燕属
河燕属（学名：Pseudochelidon）是燕科下的一个属。

## 下属物种
本属包括以下物种：
- 非洲河燕 Pseudochelidon eurystomina Hartlaub, 1861
- 白眼河燕 Pseudochelidon sirintarae Thonglongya, 1968